# Fosse Davy
La fosse Davy ou Humphry Davy de la Compagnie des mines d'Anzin est un ancien charbonnage du Bassin minier du Nord-Pas-de-Calais, situé à La Sentinelle. Les travaux commencent en 1843 dans une partie encore inexploitée de la concession d'Anzin. Deux terrils, nos 187 et 187A, sont édifiés à côté du carreau de fosse. Alors que la fosse n'exploitait qu'à la profondeur de 278 mètres, elle est arrêtée à l'extraction en 1883 et assure l'aérage. L'exploitation du gisement est reprise par les fosses Dutemple et d'Hérin. La fosse est détruite durant la Première Guerre mondiale. Le puits Davy est comblé en 1942. Les installations de surface sont ensuite détruites. Les terrils sont exploités, et considérés comme disparu.
Une entreprise s'installe sur le carreau de fosse. Au début du XXIe siècle, Charbonnages de France matérialise la tête de puits Davy. Il ne subsiste qu'un bâtiment de la fosse.

## La fosse

### Fonçage
La Compagnie des mines d'Anzin commence en 1843 la fosse Davy, à Trith-Saint-Léger, dont une partie du territoire est devenu La Sentinelle en 1875,,.
L'orifice du puits est situé à l'altitude de 63 mètres. Le terrain houiller est atteint à la profondeur de 86 mètres,.
La fosse est nommée en l'hommage de Humphry Davy, l'inventeur de la lampe de sécurité.

### Exploitation

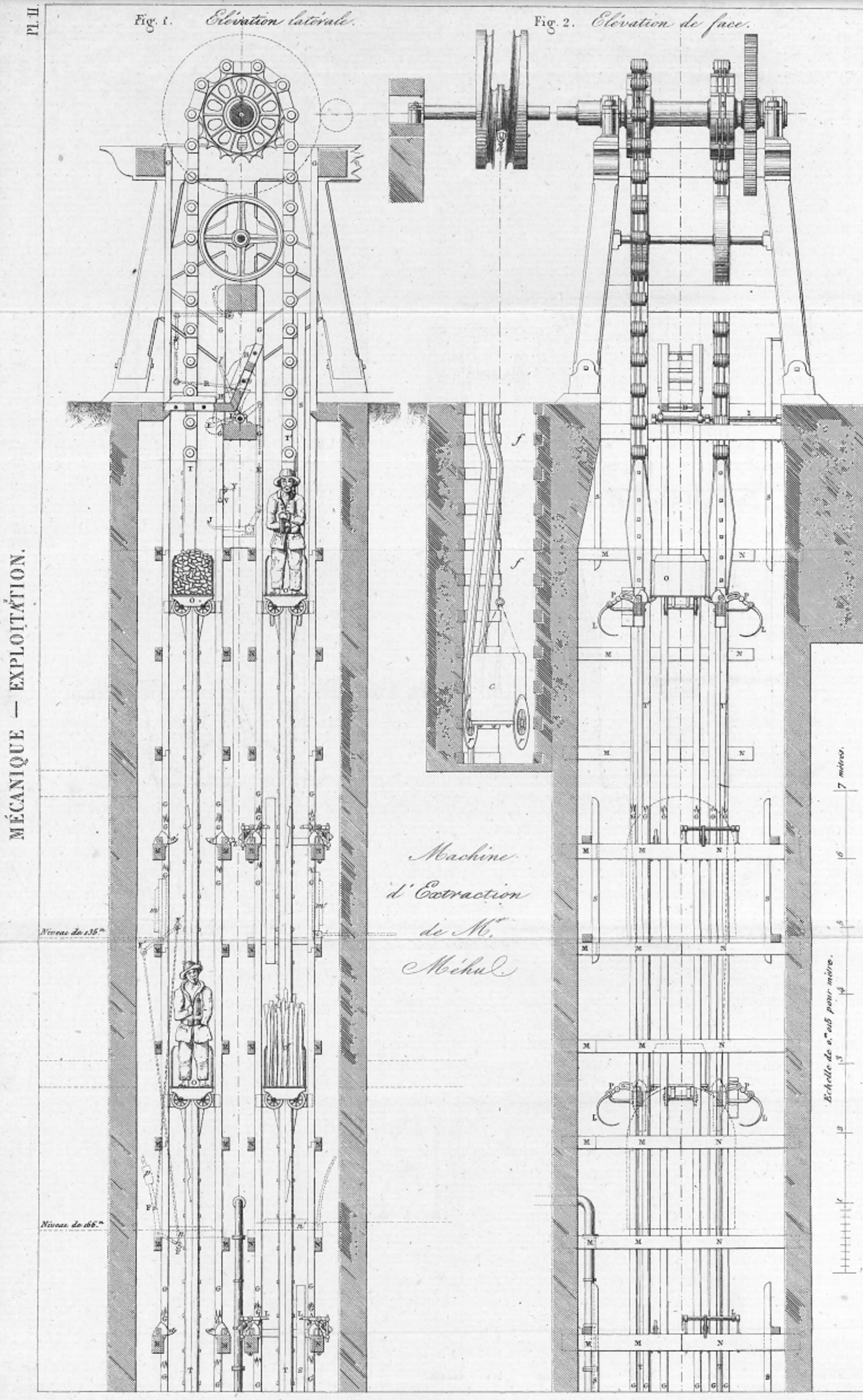
La machine à tacquet.

Une machine à taquets est installée au fond de la fosse Davy pour l'extraction. Un même système existe sur le puits Saint-Charles des Houillères de Ronchamp en Haute-Saône.
La fosse Davy est située à 1 070 mètres au sud-ouest de la fosse Réussite, dans une partie encore inexploitée de la concession d'Anzin,. Elle est raccordée par un embranchement ferroviaire à la ligne de Somain à Péruwelz. Bien qu'elle n'ait atteint que la profondeur de 278 mètres pour l'exploitation, elle cesse d'extraire en 1883, après avoir produit 1 383 000 tonnes. L'exploitation du gisement est reprise par les fosses Dutemple et d'Hérin, respectivement sise à Valenciennes et Hérin, à 1 456 mètres au nord-est et 1 222 mètres à l'ouest. La fosse est détruite durant la Première Guerre mondiale.
Le puits Davy, profond de 387 mètres, est remblayé en 1942, quatre ans avant la Nationalisation.

### Reconversion
Une entreprise s'installe sur le carreau de fosse. Au début du XXIe siècle, Charbonnages de France matérialise la tête de puits Davy. Le BRGM y effectue des inspections chaque année. Il ne subsiste qu'un bâtiment, un poste électrique apparemment.

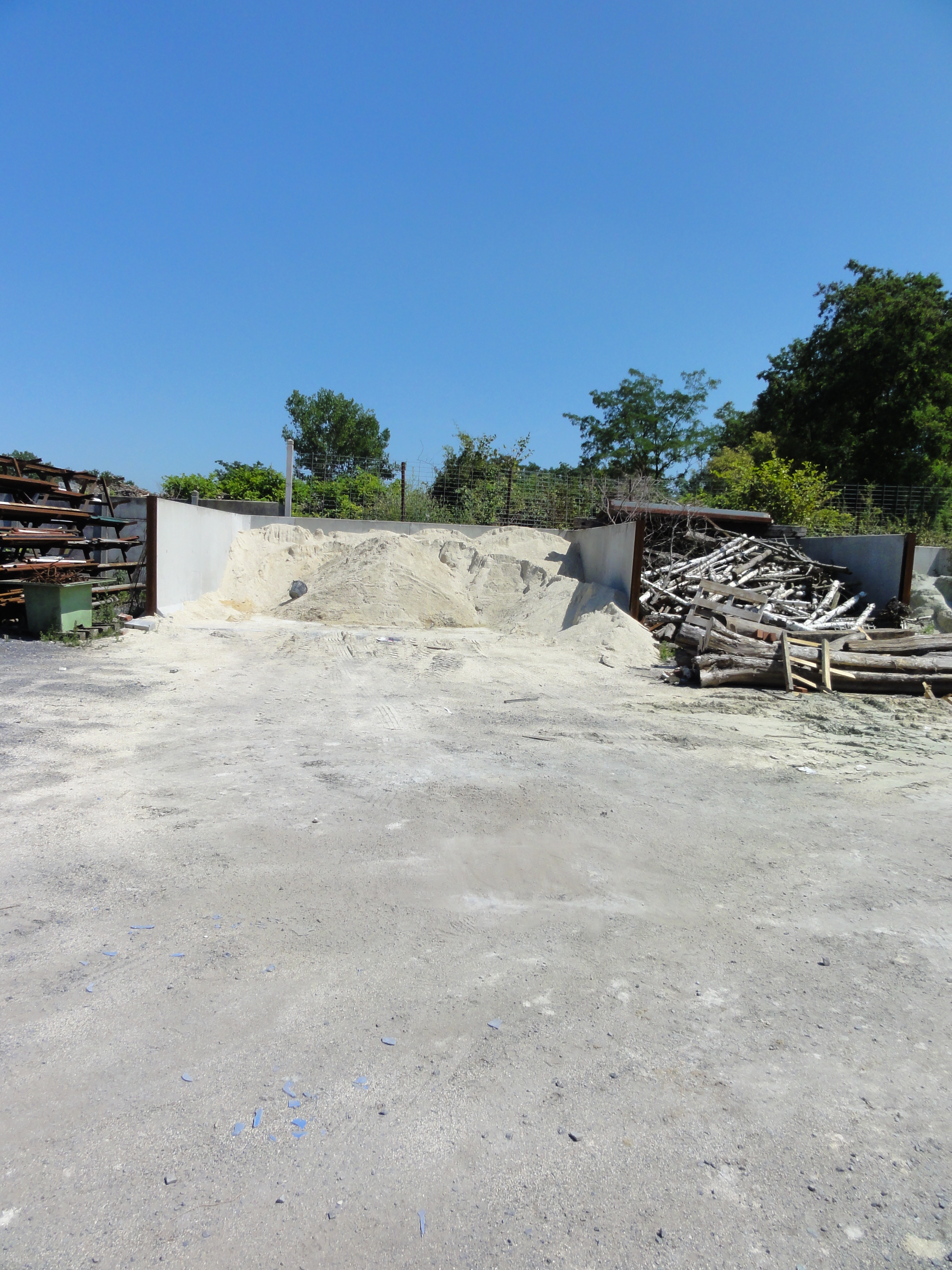
Le puits Davy dans son environnement.
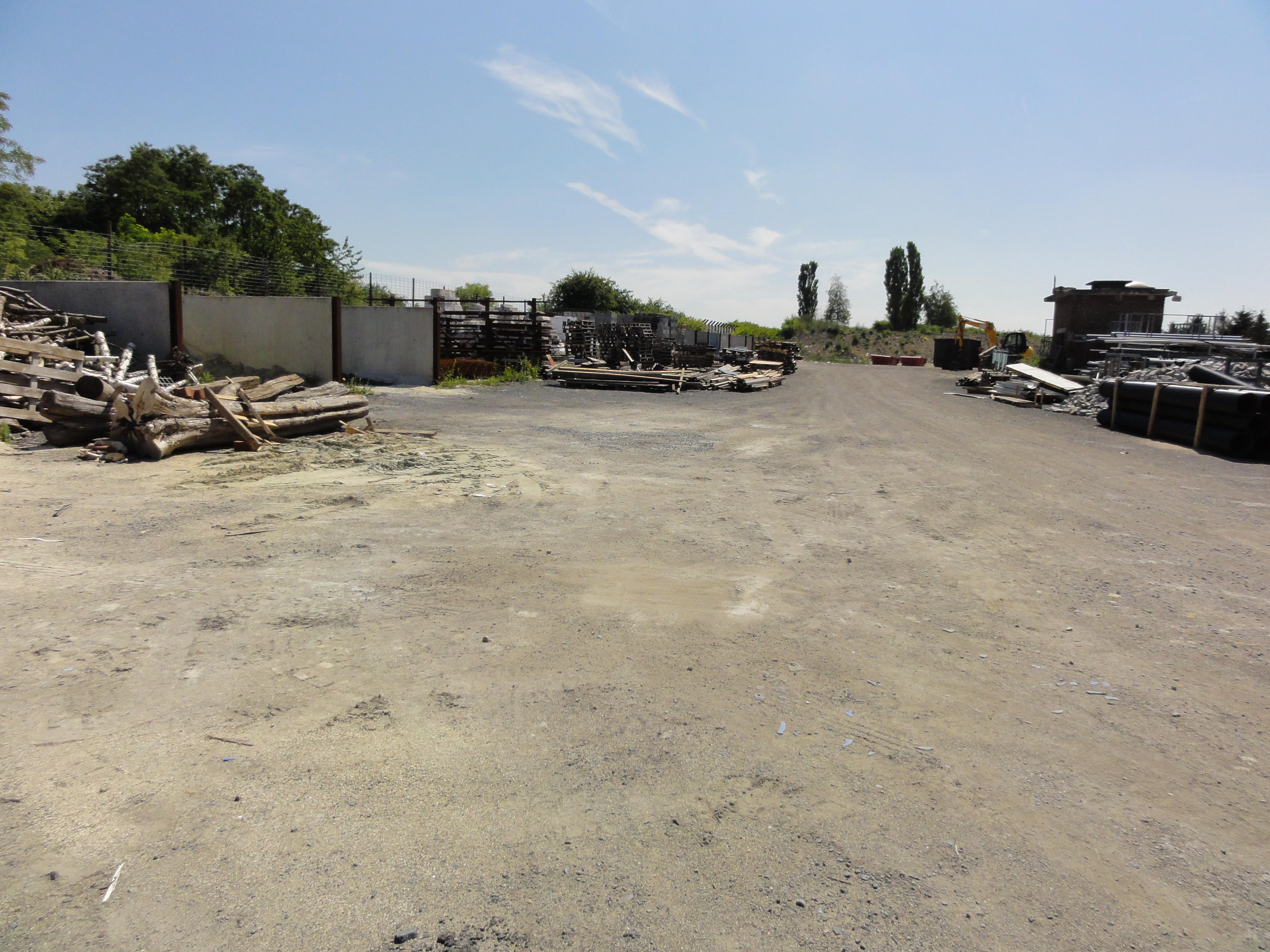
Le puits Davy dans son environnement.
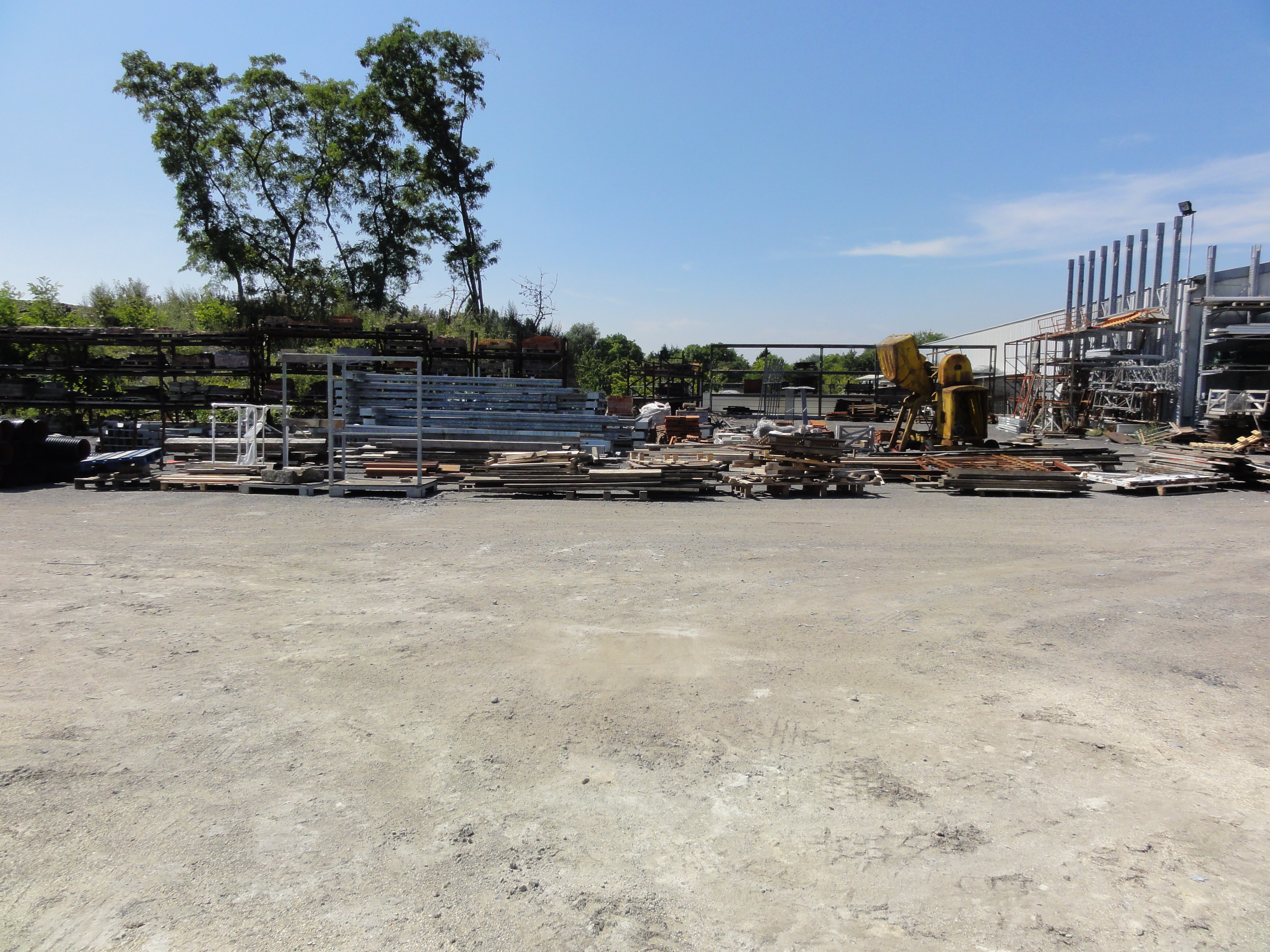
Le puits Davy dans son environnement.
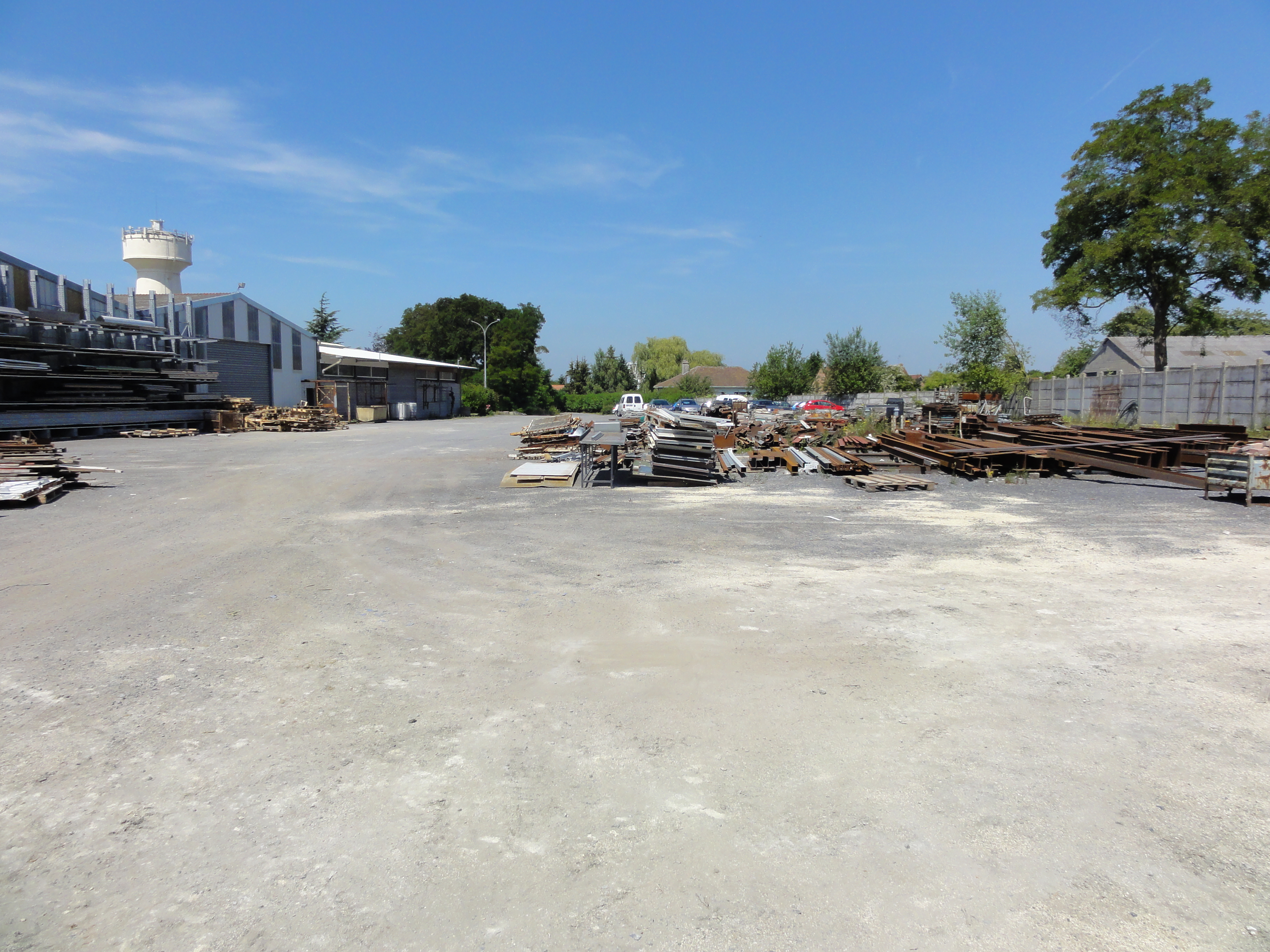
Le puits Davy dans son environnement.
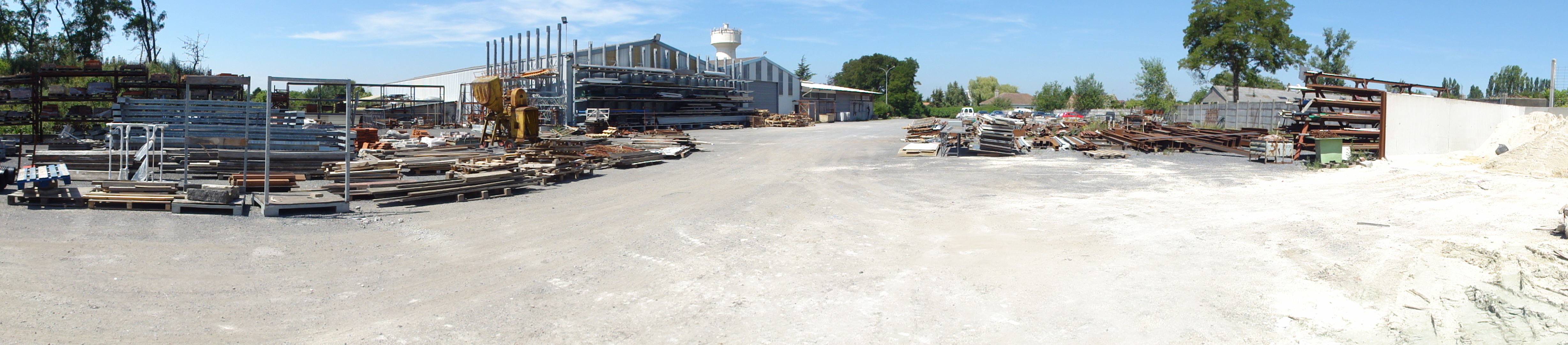
Le puits Davy dans son environnement.
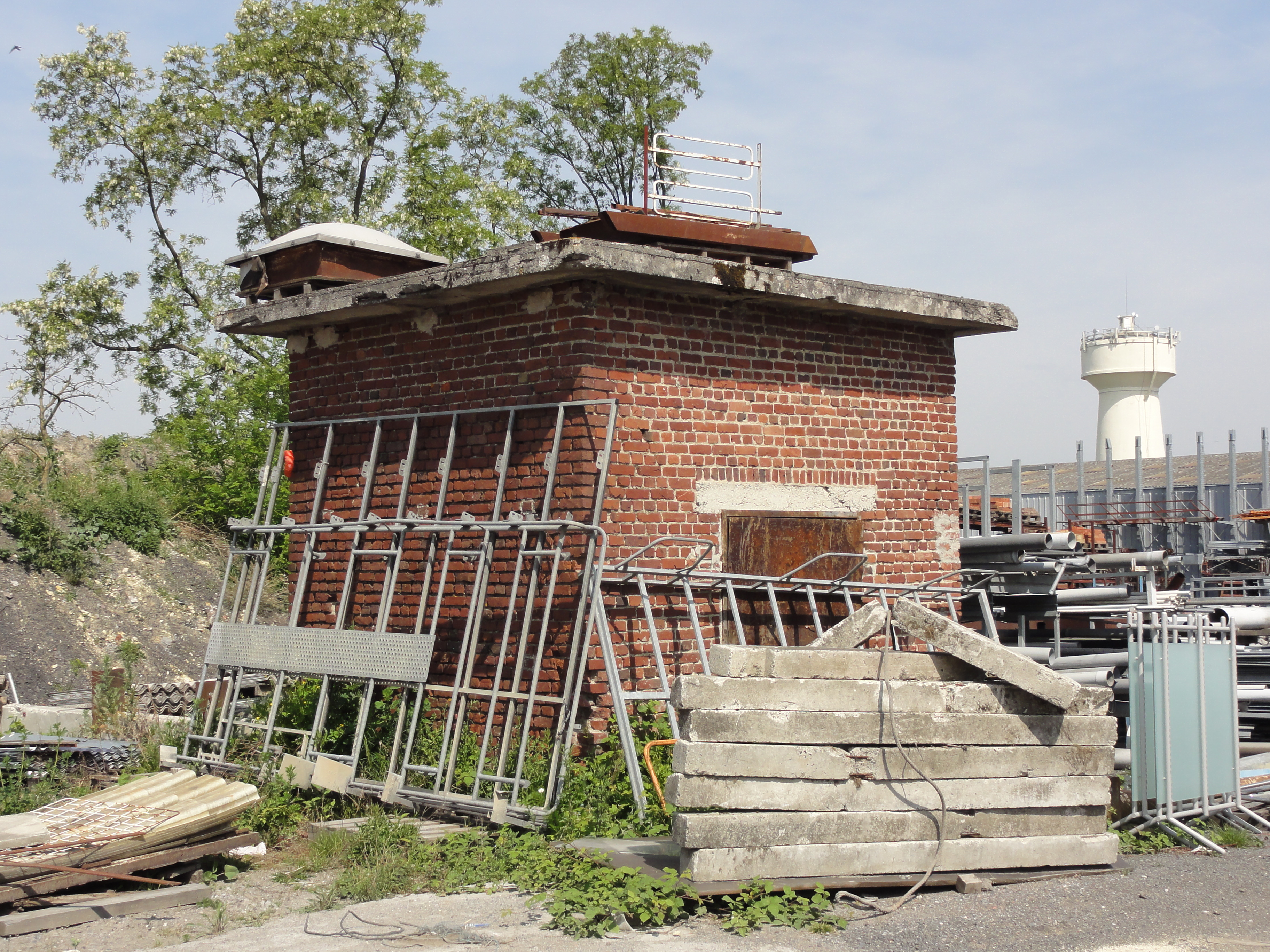
Un bâtiment subsistant.

## Les terrils
Deux terrils résultent de l'exploitation de la fosse.

### Terrilno187, Davy Sud
50° 21′ 04″ N, 3° 28′ 06″ E

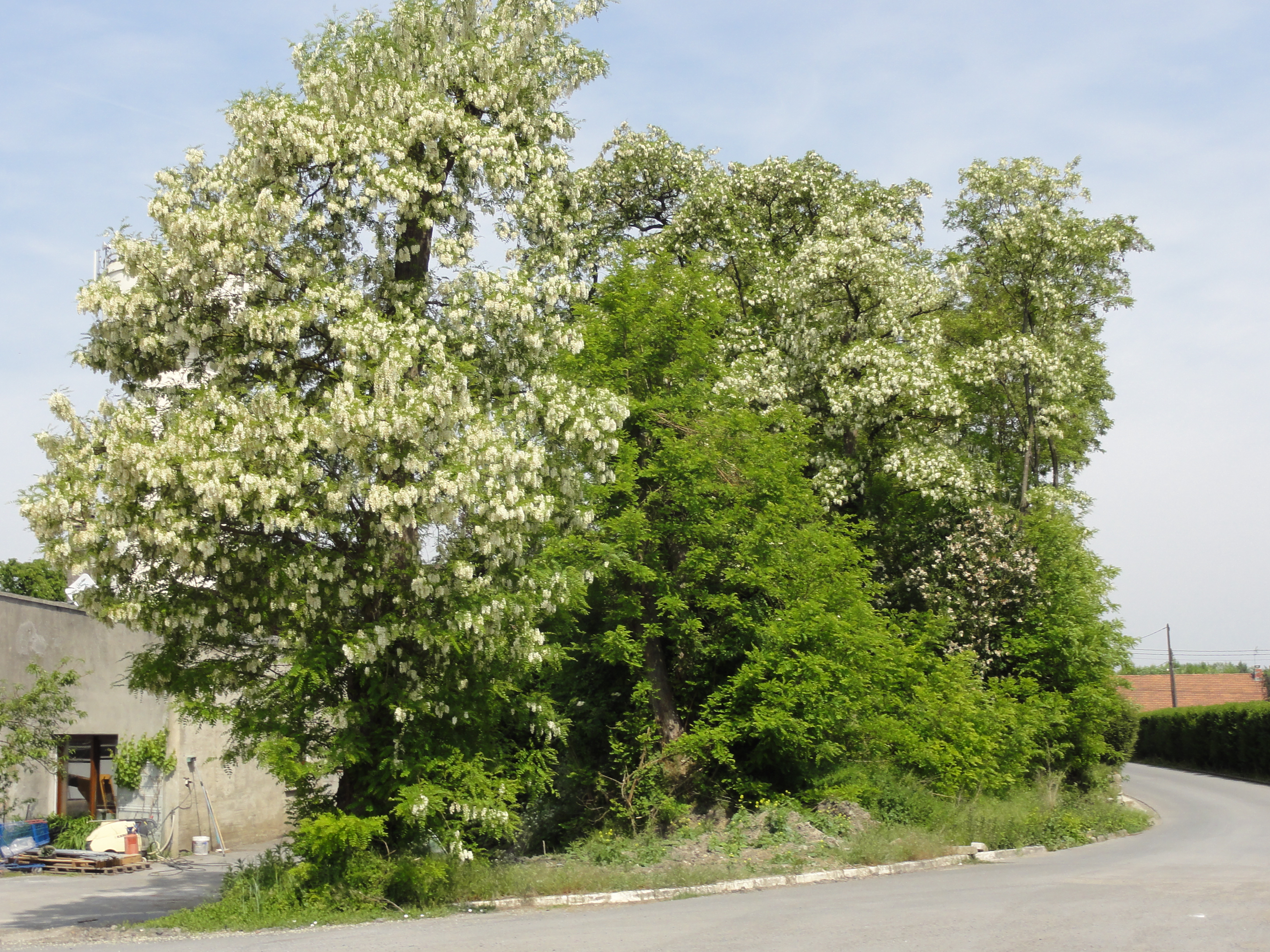
Le terril Davy Nord.

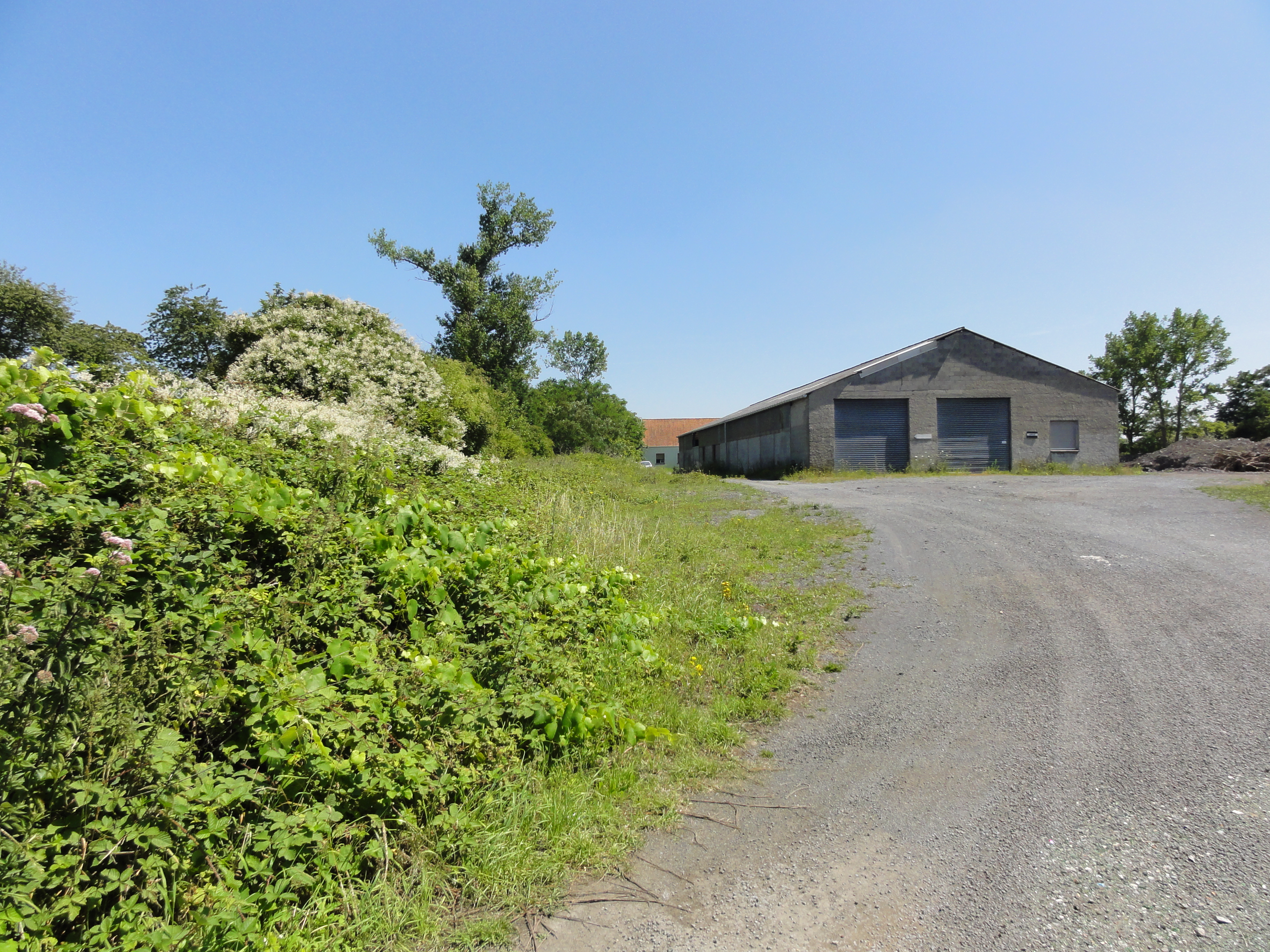
Le site du terril Davy Sud.

Le terril no 187, Davy Sud, disparu, situé à La Sentinelle, était le terril plat de la fosse Davy des mines d'Anzin. Initialement haut de onze mètres, il a été intégralement exploité.

### Terrilno187A, Davy Nord
50° 21′ 09″ N, 3° 28′ 04″ E
Le terril no 187A, Davy Nord, disparu, situé à La Sentinelle, était le terril plat de la fosse Davy des mines d'Anzin. Il a été intégralement exploité.